# ماك سترونج
ماك سترونج (بالإنجليزية: Mack Strong)‏ هو لاعب كرة قدم أمريكية أمريكي، ولد في 11 سبتمبر 1971 في Fort Benning ‏ في الولايات المتحدة.

## وصلات خارجية
- ماك سترونج على موقع مرجع كرة القدم المحترفة.كوم (الإنجليزية)
- ماك سترونج على موقع كلية كرة القدم في سبورتس رفرنس.كوم (الإنجليزية)